# Betta compuncta
Betta compuncta — тропічний прісноводний вид риб з родини осфронемових (Osphronemidae), підродина макроподових (Macropodusinae).
Був описаний 2006 року після того, як був виявлений під час обстеження водойм індонезійської провінції Східний Калімантан.
Назва compuncta має латинське походження, вона означає «наколотий» і вказує на чіткий чорний візерунок на тілі, зазвичай у самок, що нагадує татуювання.
Betta compuncta належить до групи видів B. unimaculata. Вид тісно пов'язаний з B. pallifina з Центрального Калімантану.

## Опис
Максимальна стандартна (без хвостового плавця) довжина 6,2 см. У спинному плавці 0 твердих і 8-10 м'яких променів, в анальному 0-1 твердих і 27-29 м'яких. Хребців 31-32. У бічній лінії 32-34 луски. Відстань до початку спинного плавця становить 64,4-68,0 % стандартної довжини.
Характерною ознакою, що відрізняє Betta compuncta від споріднених видів є чіткий чорний сітчастий малюнок на тілі над основою анального плавця у самок та молодих риб, що охоплює до 5 рядів лусок. У самців є чорна пляма. Нижня частина хвостового плавця і задня половина анального плавця у самок ближче до краю мають оранжеву або жовту смугу.
Самці мають ширшу голову.

## Поширення
Вид мешкає в індонезійській частині острова Калімантан, провінція Східний Калімантан. Водиться у верхній частині басейну річки Магакам (індонез. Mahakam), в районах поширення заболочених тропічних лісів. Мешкає переважно в невеличких струмках із повільною течією, але зустрічається й у річках з більш швидкою течією. Це так звані «чорні води», дуже кислі (показник pH в межах 3,7-5,3).

## Розмноження
Самки зазвичай ініціюють нерест. Самці інкубують ікру в роті протягом 12-18 днів; тривалість виношування залежить від температури води.

## Утримання в акваріумі
Betta compuncta можна тримати парами, у видовому або спільному акваріумі. Для пари риб потрібен акваріум на 75 літрів, для групи — на 110 літрів або більше. Риби повинні мати схованки з печер та рослин.
Для досягнення кращих результатів при розведенні самця з ікрою краще тримати окремо.